# 柳璨
柳璨（9世纪—906年1月27日），字炤之，河東郡（今山西省永濟市）人，唐朝末年大臣、文學家及史學家。

## 家族
出身河东柳氏，曾祖柳子华，祖父柳公器，父柳仲遵。

## 生平
柳璨是唐代名臣柳公綽和名書法家柳公權的族孫，但柳璨小時家境十分貧窮。柳璨日間以採柴為生，夜間讀書，並以燃點樹葉作照明。唐昭宗光化年间，登进士第。因精通《汉史》，受到中书舍人颜荛器重，被引荐为直学士。他对刘知几所撰《史通》进行辩证，指出其中的错误之处，别为十卷，号《柳氏释史》，因其学问博奥，被叫做“柳箧子”。
柳璨對史書的解釋被當時的人認為是精闢而被推薦為官。唐昭宗亦對柳璨十分賞識，委任他為翰林學士。
天祐元年（904年），宰相崔胤被殺，授柳璨諫議大夫同中書門下平章事，拜相。

### 策劃屠殺
雖然被皇帝賞識，但柳璨由於出身寒微，升遷過程亦較其他人為快（從做官至拜相不到四年），因此常被資歷較長的大臣排斥。柳璨後來投靠有意稱帝的朱全忠，希望借助他的勢力鞏固自己的地位。
天祐二年（905年）五月，有占卜師建議朱全忠進行一次屠殺以避免天災。柳璨乘機把排斥自己的30多位大臣列成名單呈獻，朱全忠於是把他們全部處死（史稱白馬驛之禍）。然而此事被視為冤獄，使朱全忠不悅。

### 受刑
在這次屠殺後不久，朱全忠想領受九錫。柳璨和枢密使蒋玄晖、太常卿張廷範等认为天下未定，时机未到，加以勸阻。朱全忠認為他們背叛自己，加上宣徽副使王殷、赵殷衡指控他们与何太后盟誓复唐才劝阻朱全忠受九锡，於是朱全忠先杀蒋玄晖、何太后，再贬张廷範、柳璨。柳璨被贬为朝议郎、守登州刺史，不久又贬密州司户参军。
天祐二年十二月甲寅日（906年1月27日），在张廷範被车裂后，刚被除名流放崖州的柳璨也被送往刑場斬首于上东门外，臨刑时大叫：「負國賊柳璨，死宜矣（死得好啊）！」
他的兩個弟弟柳瑀、柳瑊均受到牽連，被處笞刑至死。

## 史學
柳璨認為唐玄宗時代的歷史學家劉知幾在其《史通》一書對經、史的批評過份，曾寫作十章《柳氏釋史》，為史書辯護。

## 後世觀點
由於柳璨為朱全忠策劃了一次屠殺，後世史家對柳璨多持負面看法：
- 《舊唐書》稱柳璨為「妖徒」。
- 《新唐書》把柳璨的事跡列於「奸臣傳」之中。
- 在《中國通史簡編》評論柳璨「發揮朋黨積習」、「不見刀是不知道自己該殺的」。

| 政府职务    | 政府职务       | 政府职务                                    |
| ----------- | -------------- | ------------------------------------------- |
| 前任： 崔胤 | 唐朝司空 905年 | 空缺下一位持有相同頭銜者：薛贻矩 後梁守司空 |